# Březník
Březník (s předložkou 2. pád do Březníka, 6. pád v Březníku, německy Brzeznik, Bschesnik) je obec v okrese Třebíč v Kraji Vysočina. Leží zhruba 24 kilometrů východně od města Třebíče a pět kilometrů jihovýchodně od Náměště nad Oslavou, v nadmořské výšce 370 metrů. Žije zde 698 obyvatel. S historií obce jsou spjati páni z Náchoda, kteří přebývali na tvrzi v obci.
Sousedními obcemi sídla jsou Kuroslepy, Kladeruby nad Oslavou, Náměšť nad Oslavou, Kralice nad Oslavou, Sedlec a Sudice.

## Geografie
Březníkem ze severu k jihu prochází silnice II/392 z Kralic nad Oslavou do Mohelna, z Březníka pak severozápadním směrem vychází silnice k silnici I/23 k Náměšti nad Oslavou, jižně pak vede užitková silnice do Kuroslep a jihozápadně vede užitková lesní cesta nad skálu Pastýřka. Z Kralic nad Oslavou přes Březník do Kuroslep vede cyklostezka 5181, její větev 5181A pak vede východně do PR Údolí Oslavy a Chvojnice, kde se spojuje s cyklostezkou 5106, která vede od Velkopolského dvora, po spojení s cyklostezkou 5181A vede do údolí Oslavy, kde pak údolím pokračuje dál. Z Náměště nad Oslavou pak přes Březník vede Mlynářská cyklostezka, která nadále pokračuje ke Skřipině. Údolím Chvojnice podél východních hranic území obce a přes Kralice nad Oslavou a Březník vede modrá turistická stezka, ta pak vede kolem kopce Pastýřka do údolí Oslavy a posléze nahoru k zámečku Vlčí kopec. Údolím řeky Oslavy podél západní a jižní hranice území obce vede červená turistická stezka. Lesy nad údolím řeky Oslavy vede Annina alej a Annina cesta. Přes severní výspu území obce prochází železniční trať Brno–Jihlava.
Část území obce kolem zastavěné části je využívána zemědělsky a je rovinatá, jižní, západní a východní hranice území obce je však tvořena hlubokým údolí řek Oslavy a Chvojnice. Krajní části území obce jsou součástí PR Údolí Oslavy a Chvojnice a západní okraj území je součástí NPR Divoká Oslava. 
Na severním okraji území pramení Sadovský potok, který pak teče podél severní hranice území a u hájenky U Vlasáka se vlévá do Oslavy. Řeka Oslava tvoří jižní a západní hranici území obce, vlévá se do ní několik nepojmenovaných potoků, jižně od zastavěné části území obce pramení potok Hájek, který teče směrem na východ do Kuroslep, kde se následně vlévá do potoka Luh. Ten pramení v Březníku a následně teče do Kuroslep a pak se vlévá do Oslavy. Část východní hranice území obce je tvořena řekou Chvojnicí, do které se vlévá i Kralický potok, který teče přes severní část území Březníka. 
Na jihozápadním okraji území obce se nachází nad údolím Oslavy vrchol Pastýřka (426 metrů), západně od Březníka se nachází nepojmenovaný vrchol s kótou 434 metrů a u severovýchodního okraje území se nachází Černá hora (452 metrů). Většina území obce má výšku kolem 430 metrů, jen hraniční údolí Oslavy a Chvojnice jsou hluboká místy i více než 100 metrů.
Březník se nachází v severní části území obce na rovině, u jižní hranice obce v údolí Oslavy se nachází ojedinělé chaty, na výspě nad Oslavou se nachází zřícenina hradu Lamberk, na severozápadním okraji území obce se těsně za hranicemi obce nachází hájenka U Vlasáka. Těsně za severovýchodními hranicemi území obce se nachází Olšinský mlýn. 
Na území obce se nachází NPR Divoká Oslava a PR Údolí Oslavy a Chvojnice, v údolí Oslavy se nachází památný strom Smrk na Oslavě, na západ od březníka vede památkově chráněná Alej u Anniny cesty a těsně za západní hranicí stojí památné Smrky u Vlasákovy hájenky.

## Historie
Pravěké osídlení se na území Březníka rozšířilo díky údolí řeky Oslavy. V literatuře se uvádí jak paleolitické, tak neolitické osídlení. Stopy zde zanechal lid kultury s lineární keramikou. První písemná zmínka o obci se nachází v Moravském zemském archivu v Brně a pochází z roku 1237, v tu dobu svědčil Záviš z Březníka na listině krále Václava I. vydané pro kostel svatého Petra v Brně. Březník více než 200 let patřil k majetkům pánů Březnických z Náchoda, později pak patřila pánům z Lamberka. Část majetku Březničtí pak prodali nejen Lamberkům, ale také vladykům z Otradic a z Kralic, část také Ješek z Náchoda předal převorkyni kláštera v Brně. Jaroslav z Lamberka pak vlastnil obec do své smrti v roce 1385, kdy připadla jeho manželce Markétě, ta majetky věnovala svým synům. Posledním Lamberkem, který vlastnil Březník, byl Vaněk z Lamberka, který zemřel v roce 1420.
Březnický dvůr zakoupil Mikeš z Bratronic, část také zakoupil lékař Janek z Meziříčí. Největší část panství však připadla Bernardovi z Klokoč. Později pak bylo panství v majetku Elišky z Odlochovic. Její manžel Jan Komorovský posléze přikoupil některé další majetky v panství. Po smrti Jana Komorovského však král daroval statky Březnické Jiřímu Matějovi z Březníka a Náchoda. Posléze po mnoha disputacích o majetek se dostal do majetku Anny z Tavíkovic (vdově po Oldrichovi z Náchoda), a ta darovala majetky svému synovi – Jindřichovi Březnickému z Náchoda, ten pak v roce 1549 prodal majetek Václavu Hodickému z Hodic. Ten pak předal březnický statek Bohunce z Lipého a ta pak darovala majetek Pertoldovi z Lipého a ten vzápětí majetek prodal Voldřichovi z Lomnice. Pak majetky patřili k náměšťskému statku. Roku 1752 náměšťské panství získal rod Haugwitzů a obec byla do roku 1848 v jejich správě. Následně po správních reformách přešla obec pod správu státu.
Po odchodu nekatolíků byla zrušena farnost v obci a obec byla mezi lety 1640 a 1784 přifařena do Mohelna, ale v roce 1785 pak v obci opět vznikla lokálie.
V roce 1825 byla postavena škola s učitelským bytem, ta však nedostačovala a tak byla v roce 1883 postavena nová školní budova s dvěma třídami. Od roku 1898 pak škola měla již tři třídy. Roku 1878 byl založen v obci čtenářský spolek.
Během první světové války zemřelo 28 občanů Březníka. Po válce se vesnice poměrně rozvíjela, bylo postaveno cca 50 rodinných domů. V roce 1924 byly opraveny cesty v obci a také bylo rozhodnuto o elektrifikaci a o deset let později byly zregulovány potoky v obci. V dubnu roku 1941 byla v obci zakázána činnost sokolské jednoty, na počátku roku 1942 byly z kostelní věže kostela Nanebevzetí Panny Marie odvezeny zvony. Nejstarší zvon byl ale hned v dubnu téhož roku do obce vrácen. Menší zvon však byl odvezen, ale našel se po válce v Praze a byl do obce vrácen. V dubnu roku 1945 byl na vesnici proveden nálet. Ke konci války byl v obci zastřelen desetiletý chlapec a poraněno 15 osob.
Mezi lety 1995 a 1997 byla obec plynofikována, roku 1998 byl opraven kostel a upravena veřejná prostranství.
Do roku 1849 patřil Březník do náměšťského panství, od roku 1850 patřil do okresu Moravský Krumlov, pak od roku 1868 do okresu Třebíč, následně do v letech 1949–1960 okresu Velká Bíteš a od roku 1960 do okresu Třebíč.

## Obyvatelstvo
| Rok            | 1869 | 1880 | 1890 | 1900 | 1910 | 1921 | 1930 | 1950 | 1961 | 1970 | 1980 | 1991 | 2001 | 2011 | 2021 |
| -------------- | ---- | ---- | ---- | ---- | ---- | ---- | ---- | ---- | ---- | ---- | ---- | ---- | ---- | ---- | ---- |
| Počet obyvatel | 661  | 715  | 770  | 791  | 777  | 855  | 934  | 902  | 887  | 842  | 782  | 697  | 652  | 651  | 685  |
| Počet domů     | 89   | 96   | 99   | 112  | 117  | 128  | 164  | 176  | 209  | 201  | 207  | 242  | 247  | 266  | 261  |

## Obecní správa
V letech 1850–1888 a v letech 1964–1990 k obci patřily Kuroslepy.

### Obecní symboly
Znak a vlajka byly obci uděleny rozhodnutím předsedy Poslanecké sněmovny Parlamentu České republiky dne 22. ledna 2001.

## Politika
V letech 2006–2010 působil jako starosta Jaroslav Mojžíš, od roku 2010 tuto funkci zastává Ladislav Malach.

### Volby do Poslanecké sněmovny
|       | 2006                | 2010                | 2013                | 2017                | 2021                |
| ----- | ------------------- | ------------------- | ------------------- | ------------------- | ------------------- |
| 1.    | ČSSD (33,33 %)      | ČSSD (23,62 %)      | ČSSD (20,43 %)      | ANO (39,06 %)       | ANO (36,26 %)       |
| 2.    | ODS (26,66 %)       | ODS (19,68 %)       | ANO 2011 (20,16 %)  | SPD (16,21 %)       | SPOLU (18,13 %)     |
| 3.    | KSČM (15,06 %)      | KSČM (14,96 %)      | KSČM (17,47 %)      | KSČM (8,84 %)       | SPD (12,69 %)       |
| účast | 75,32 % (406 z 539) | 70,28 % (383 z 545) | 67,14 % (376 z 560) | 72,81 % (407 z 559) | 71,19 % (388 z 545) |

### Volby do krajského zastupitelstva
|      | 1.                 | 2.                       | 3.                        | účast               |
| ---- | ------------------ | ------------------------ | ------------------------- | ------------------- |
| 2000 | 4KOALICE (28 %)    | KSČM (22,5 %)            | ODS (17 %)                | 41,31 % (221 z 535) |
| 2004 | ODS (37,69 %)      | KSČM (25,65 %)           | KDU-ČSL (20,41 %)         | 34,72 % (192 z 553) |
| 2008 | ČSSD (32,45 %)     | KSČM (25,87 %)           | ODS (21,05 %)             | 41,94 % (229 z 546) |
| 2012 | ČSSD (27,77 %)     | KSČM (23,88 %)           | ODS (13,88 %)             | 35,77 % (198 z 562) |
| 2016 | ANO 2011 (41,07 %) | ČSSD (14,28 %)           | KSČM (12,05 %)            | 40,5 % (226 z 558)  |
| 2020 | ANO (36,93 %)      | ODS+STO (13,51 %)        | Piráti (10,81 %)          | 40,55 % (223 z 550) |
| 2024 | ANO (53,17 %)      | ODS+TOP 09+STO (14,63 %) | SPD+Trikolora+PRO (7,8 %) | 38,93 % (210 z 542) |

### Prezidentské volby
V prvním kole prezidentských voleb v roce 2013 první místo obsadil Miloš Zeman (124 hlasů), druhé místo obsadil Karel Schwarzenberg (66 hlasů) a třetí místo obsadil Jan Fischer (64 hlasů). Volební účast byla 72,74 %, tj. 411 ze 565 oprávněných voličů. V druhém kole prezidentských voleb v roce 2013 první místo obsadil Miloš Zeman (244 hlasů) a druhé místo obsadil Karel Schwarzenberg (139 hlasů). Volební účast byla 67,31 %, tj. 383 ze 569 oprávněných voličů.
V prvním kole prezidentských voleb v roce 2018 první místo obsadil Miloš Zeman (179 hlasů), druhé místo obsadil Jiří Drahoš (103 hlasů) a třetí místo obsadil Pavel Fischer (40 hlasů). Volební účast byla 72,16 %, tj. 407 ze 564 oprávněných voličů. V druhém kole prezidentských voleb v roce 2018 první místo obsadil Miloš Zeman (267 hlasů) a druhé místo obsadil Jiří Drahoš (167 hlasů). Volební účast byla 76,58 %, tj. 435 ze 568 oprávněných voličů.
V prvním kole prezidentských voleb v roce 2023 první místo obsadil Andrej Babiš (160 hlasů), druhé místo obsadil Petr Pavel (113 hlasů) a třetí místo obsadila Danuše Nerudová (67 hlasů). Volební účast byla 76,04 %, tj. 422 ze 555 oprávněných voličů. V druhém kole prezidentských voleb v roce 2023 první místo obsadil Petr Pavel (208 hlasů) a druhé místo obsadil Andrej Babiš (197 hlasů). Volební účast byla 73,02 %, tj. 406 ze 556 oprávněných voličů.

## Zajímavosti a pamětihodnosti
- románský kostel Nanebevzetí Panny Marie z konce 12. století
- barokní socha sv. Josefa
- pomník obětí světových válek
- hrad Lamberk
- již neexistující tvrz

## Osobnosti
- Albín Bok, voják
- Josef Janoušek (1879–1935), soudní rada, politik
- Antonín Janša (1734–1773), včelař
- Jiří Lysák (1926–2016), publicista a odbojář
- Miroslav Menšík (1933–2009), novinář
- Antonín Ošmera, legionář
- František Řezanina, právník a pedagog
- Arnold Schneider (1909–1992), kněz působící v Březníku